# لوئی پتی دو بشومون
لوئی پتی دو بشومون (به فرانسوی: Louis Petit de Bachaumont) نویسنده قرن هفدهم میلادی اهل فرانسه است.